# Arquidiócesis de Filadelfia
La arquidiócesis de Filadelfia (en latín: Archidioecesis Philadelphien(sis) y en inglés: Roman Catholic Archdiocese of Philadelphia) es una circunscripción eclesiástica latina de la Iglesia católica en Estados Unidos, sede metropolitana de la provincia eclesiástica de Filadelfia. La arquidiócesis tiene al arzobispo Nelson Jesús Perez como su ordinario desde el 23 de enero de 2020.

## Territorio y organización

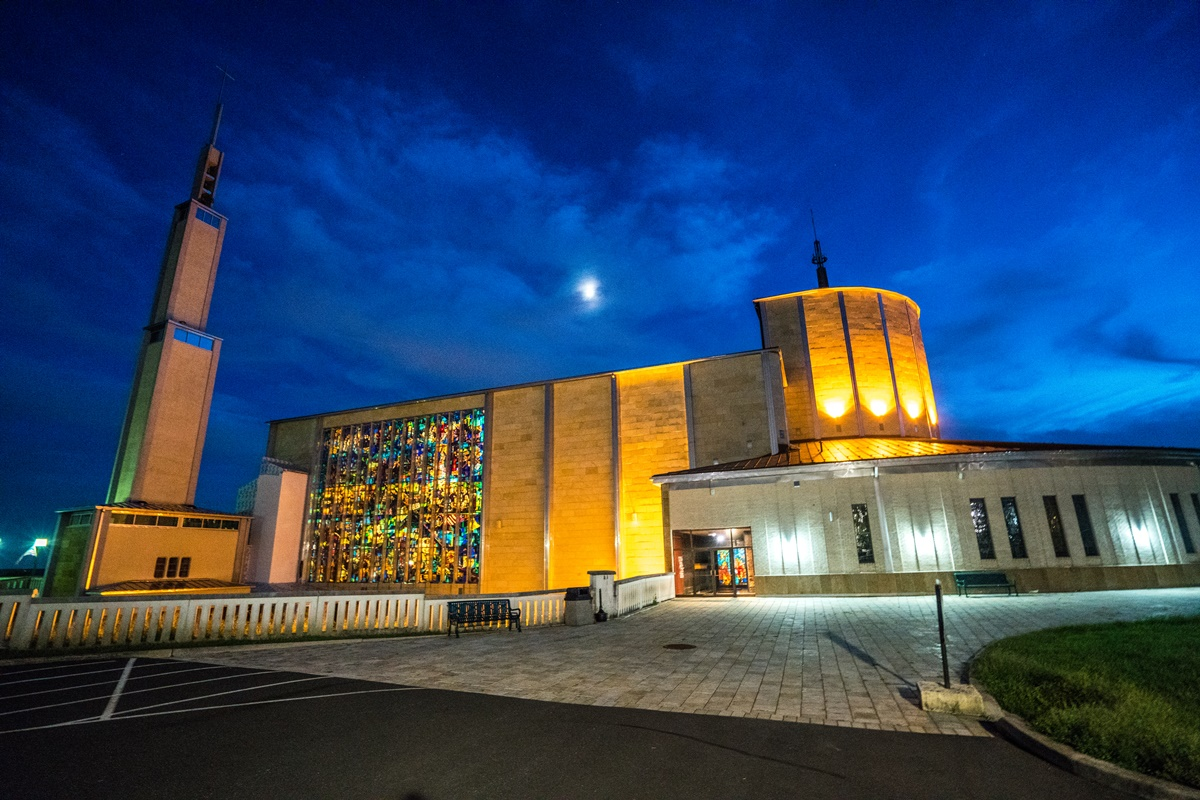
Santuario Nacional de Nuestra Señora de Czestochowa

La arquidiócesis tiene 5652 km² y extiende su jurisdicción sobre los fieles católicos de rito latino residentes en 5 condados del estado de Pensilvania: Bucks, Chester, Delaware, Filadelfia y Montgomery.
La sede de la arquidiócesis se encuentra en la ciudad de Filadelfia, en donde se halla la Catedral basílica de San Pedro y San Pablo. En el territorio de la arquidiócesis se encuentran cuatro santuarios nacionales: Nuestra Señora de Czestochowa (National Shrine of Our Lady of Czestochowa) en Doylestown, Santa Katharine Drexel (National Shrine of St. Katharine Drexel) en Bensalem, San Juan Nepomuceno Neumann (National Shrine of St. John Neumann) y Santa Rita de Cascia (National Shrine of St. Rita of Cascia), ambos en Filadelfia.
En 2019 en la arquidiócesis existían 217 parroquias agrupadas en 4 regiones episcopales y 12 decanatos.
La arquidiócesis tiene como sufragáneas a las diócesis de: Allentown, Altoona-Johnstown, Erie, Greensburg, Harrisburg, Pittsburgh y Scranton.

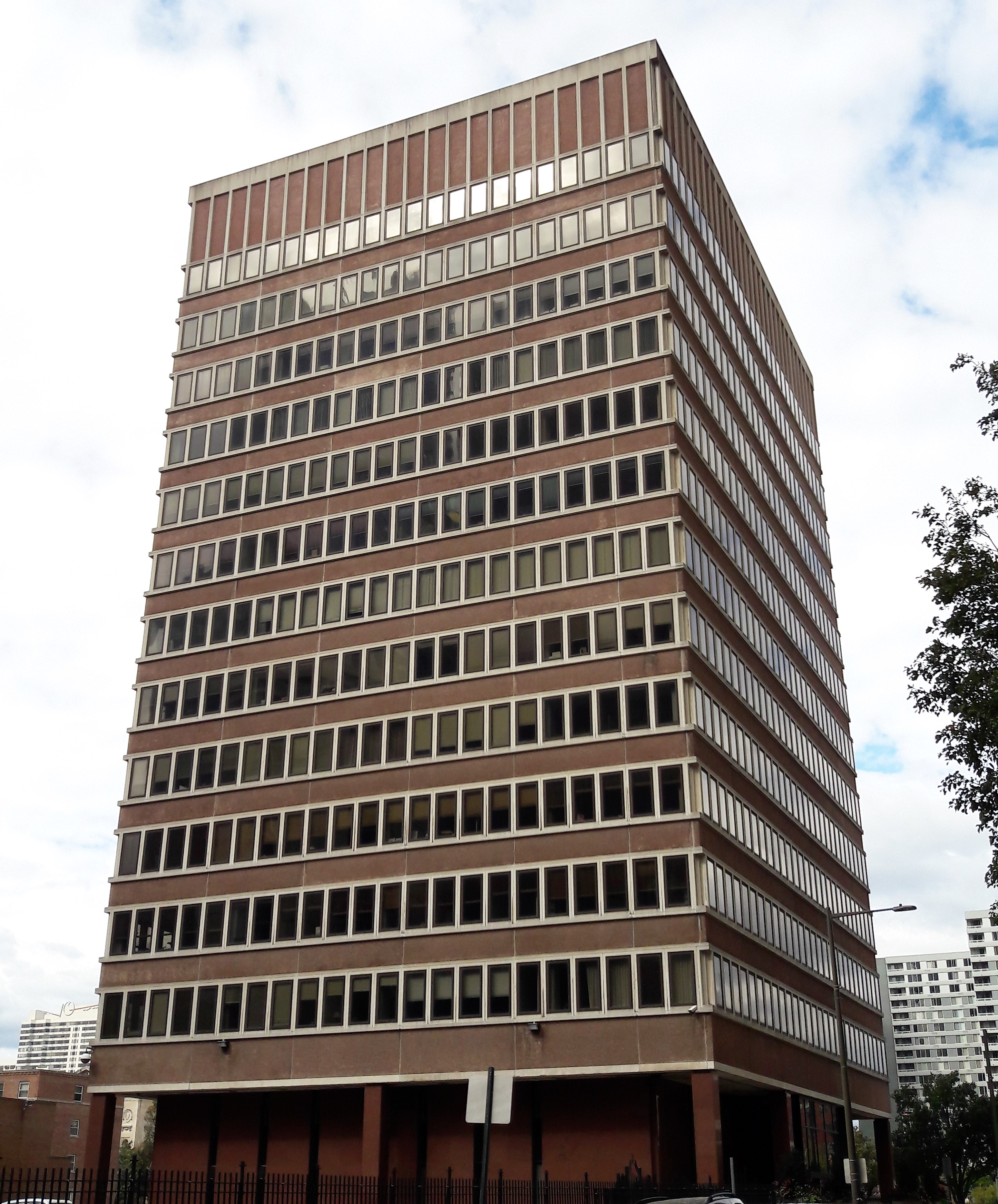
Centro pastoral de la arquidiócesis

## Historia
La historia de la arquidiócesis de Filadelfia se remonta a la época de William Penn. La diócesis de Filadelfia fue erigida el 8 de abril de 1808 con el breve Ex debito del papa Pío VII, obteniendo el territorio de la diócesis de Baltimore, que a su vez fue elevada al rango de arquidiócesis metropolitana.
El 18 de junio de 1834, con la bula Benedictus Deus, el papa Gregorio XVI confirmó el territorio de jurisdicción de los obispos de Filadelfia, extendido a todo Pensilvania y Delaware, y a los condados de Warren, Burlington, Gloucester, Salem, Cumberland, Cape May y Hunterdon del estado de Nueva Jersey.
El 11 de agosto de 1843 cedió una parte de su territorio para la erección de la diócesis de Pittsburgh mediante el breve Universi dominici gregis del papa Gregorio XVI.
El 29 de julio de 1853 cedió otra parte de su territorio para la erección de la diócesis de Newark (hoy arquidiócesis de Newark) mediante el breve Apostolici ministerii del papa Pío IX.
Juan Nepomuceno Neumann fue el primer obispo en organizar un sistema escolar diocesano y aumentó el número de escuelas católicas en la diócesis de una a doscientas. Acogió en el Nuevo Mundo a las Hermanas Escolásticas de Nuestra Señora por sus deberes de asistencia en la educación religiosa y en los orfanatos. Neumann no fue un obispo popular y recibió críticas. Tuvo que enfrentarse a Know Nothing, un grupo político xenófobo y anticatólico que incendiaba conventos y escuelas.
El 3 de marzo de 1868 cedió otras porciones de territorio para la erección de las diócesis de Harrisburg, Scranton y Wilmington mediante el breve Summi apostolatus del papa Pio IX.
El 12 de febrero de 1875 fue elevada al rango de arquidiócesis metropolitana en virtud del breve Quod antea del papa Pío IX.
El 28 de enero de 1961 cedió otra porción de su territorio para la erección de la diócesis de Allentown mediante la bula Philadelphiensis Latinorum del papa Juan XXIII.
En junio de 2012, William Lynn, secretario del clero de la arquidiócesis de Filadelfia entre 1992 y 2004, fue condenado por no notificar a los feligreses ni a la policía sobre los sacerdotes acosadores que conocía. Esta es la primera vez que, en casos de pedofilia dentro de la Iglesia católica de los Estados Unidos, que un funcionario diocesano ha sido personalmente condenado por este delito.

### Encuentro mundial de las familias
La arquidiócesis fue sede del 22 al 27 de septiembre de 2015 del VIII Encuentro mundial de las familias que organiza la Santa Sede. En dicha visita se previó la visita del papa Francisco.

## Estadísticas
De acuerdo al Anuario Pontificio 2020 la arquidiócesis tenía a fines de 2019 un total de 1 437 400 fieles bautizados.
| Año                                                                             | Población            | Población | Población      | Sacerdotes | Sacerdotes    | Sacerdotes    | Bautizados por sacerdote | Diáconos permanentes | Religiosos | Religiosos | Parroquias |
| Año                                                                             | Bautizados católicos | Total     | % de católicos | Total      | Clero secular | Clero regular | Bautizados por sacerdote | Diáconos permanentes | Varones    | Mujeres    | Parroquias |
| ------------------------------------------------------------------------------- | -------------------- | --------- | -------------- | ---------- | ------------- | ------------- | ------------------------ | -------------------- | ---------- | ---------- | ---------- |
| 1910                                                                            | 525 000              | 2 712 708 | 19.4           | 582        | 474           | 108           | 902                      |                      | 89         | 2565       |            |
| 1950                                                                            | 1 058                | 3 721 786 | 28.4           | 1893       | 1221          | 672           | 558                      |                      | 828        | 6819       | 398        |
| 1966                                                                            | 1 346 095            | 3 813 000 | 35.3           | 1764       | 1075          | 689           | 763                      |                      | 1149       | 6324       | 312        |
| 1970                                                                            | 1 352 633            | 3 901 000 | 34.7           | 1670       | 1004          | 666           | 809                      |                      | 1008       | 6534       | 316        |
| 1976                                                                            | 1 377 469            | 3 901 000 | 35.3           | 1614       | 1002          | 612           | 853                      |                      | 948        | 6053       | 311        |
| 1980                                                                            | 1 379 168            | 3 602 495 | 38.3           | 1515       | 962           | 553           | 910                      | 1                    | 876        | 5884       | 307        |
| 1990                                                                            | 1 402 753            | 3 961 022 | 35.4           | 1379       | 890           | 489           | 1017                     | 95                   | 713        | 4638       | 302        |
| 1999                                                                            | 1 411 256            | 3 217 000 | 43.9           | 1215       | 796           | 419           | 1161                     | 157                  | 141        | 3873       | 287        |
| 2000                                                                            | 1 418 575            | 3 708 226 | 38.3           | 1173       | 769           | 404           | 1209                     | 173                  | 548        | 3764       | 286        |
| 2001                                                                            | 1 430 161            | 3 707 238 | 38.6           | 1165       | 758           | 407           | 1227                     | 190                  | 550        | 3711       | 283        |
| 2002                                                                            | 1 488 316            | 3 849 647 | 38.7           | 1133       | 741           | 392           | 1313                     | 197                  | 530        | 3547       | 282        |
| 2003                                                                            | 1 494 883            | 3 861 648 | 38.7           | 1083       | 717           | 366           | 1380                     | 212                  | 511        | 3428       | 282        |
| 2004                                                                            | 1 486 058            | 3 872 783 | 38.4           | 1078       | 706           | 372           | 1378                     | 213                  | 503        | 3366       | 279        |
| 2010                                                                            | 1 464 938            | 3 892 194 | 37.6           | 988        | 619           | 369           | 1482                     | 234                  | 481        | 2763       | 267        |
| 2013                                                                            | 1 489 000            | 4 070 000 | 36.6           | 930        | 573           | 357           | 1601                     | 273                  | 472        | 2617       | 257        |
| 2016                                                                            | 1 438 147            | 4 079 583 | 35.3           | 865        | 551           | 314           | 1662                     | 295                  | 416        | 2407       | 219        |
| 2019                                                                            | 1 437 400            | 4 119 268 | 34.9           | 759        | 495           | 264           | 1893                     | 299                  | 388        | 2149       | 217        |
| Fuente: Catholic-Hierarchy, que a su vez toma los datos del Anuario Pontificio. |                      |           |                |            |               |               |                          |                      |            |            |            |

## Episcopologio
- Michael Francis Egan, O.F.M. † (8 de abril de 1808-22 de julio de 1814 falleció)
  - Sede vacante (1814-1819)
  - Louis Barth † (3 de octubre de 1817-11 de noviembre de 1818 renunció) (obispo electo)
- Henry Conwell † (26 de noviembre de 1819-22 de abril de 1842 falleció)
- Francis Patrick Kenrick † (22 de abril de 1842 por sucesión-19 de agosto de 1851 nombrado arzobispo de Baltimore)
- San John Nepomucene Neumann, C.SS.R. † (13 de febrero de 1852-5 de enero de 1860 falleció)
- James Frederick Bryan Wood † (5 de enero de 1860 por sucesión-20 de junio de 1883 falleció)
- Patrick John Ryan † (8 de julio de 1884-11 de febrero de 1911 falleció)
- Edmond Francis Prendergast † (29 de mayo de 1911-26 de febrero de 1918 falleció)
- Dennis Joseph Dougherty † (1 de mayo de 1918-31 de mayo de 1951 falleció)
- John Francis O'Hara, C.S.C. † (23 de noviembre de 1951-28 de agosto de 1960 falleció)
- John Joseph Krol † (11 de febrero de 1961-11 de febrero de 1988 renunció)
- Anthony Joseph Bevilacqua † (8 de diciembre de 1987-15 de julio de 2003 retirado)
- Justin Francis Rigali (15 de julio de 2003-19 de julio de 2011 retirado)
- Charles Joseph Chaput, O.F.M.Cap. (19 de julio de 2011-23 de enero de 2020 retirado)
- Nelson Jesús Perez, desde el 23 de enero de 2020